# Epacanthaclisis alaica
Epacanthaclisis alaica är en insektsart som beskrevs av Krivokhatsky 1998. Epacanthaclisis alaica ingår i släktet Epacanthaclisis och familjen myrlejonsländor. Inga underarter finns listade i Catalogue of Life.